# Nagwa Gamal Mehrez
Nagwa Gamal Mehrez es una destacada hispanista de Egipto. En la actualidad preside la Asociación Internacional de Hispanistas Árabes (AIH) la de Asociación de Hispanistas Egipcios. Doctora en Literatura comparada por la Universidad Complutense de Madrid, forma parte del Comité que falla el Premio Cervantes. Ha creado puestos de lectores de español en la Universidad 6 de octubre y pertenece al Comité de ascendencia a los profesores del Cuerpo Docente. También es fundadora y directora del Consejo de redacción de la revista Revista científica Candil (revista del hispanismo egipcio). 
En 2014 recibió la medalla de la Orden del Mérito Civil, por su contribución a la difusión del español. 